# Kores

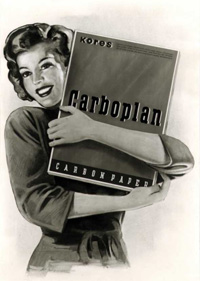
KORES – Uhlový papír

Kores je výrobce školních a kancelářských potřeb. Mezi nejznámější produkty patří lepicí tyčinky, pastelky Kolores a suchá korekce Scooter. Společnost byla založena v roce 1887 Wilhelmem Koreskou, pradědečkem Clemense Koresky, současného CEO společnosti. Hlavní sídlo společnosti Kores je ve Vídni, její hlavní pobočky jsou v Mexiko City, Karakasu, Bogotě, Praze, Paříži a Šanghaji. Kores má dva hlavní výrobní závody v Mexiko City a ve Strmilově.

## Historie
V první polovině 20. století se společnost Kores stala jednou z prvních globalizovaných firem na světě vyrábějících chemické kancelářské produkty (např. uhlový papír) ve vzdálených zemích, jakými jsou Čína a Egypt. Společnost Kores vydávala v minulosti svůj vlastní firemní časopis KORES Revue a oficiální prodejní příručku jak prodávat uhlový papír, tyto exponáty jsou vystaveny v Kores muzeu ve vídeňské centrále. Následoval pokles tržeb prodeje uhlového papíru způsobený změnou kancelářské techniky, společnost Kores se začala věnovat výrobě lepicích tyčinek a korekčních prostředků, od roku 1990 expanduje na nových trzích ve východní Evropě, stejně tak jako dodává celosvětovým firmám v západní Evropě a ve Spojených státech.
V roce 2000, pod vedením Petera Koresky, Kores inovuje a vyvíjí stále větší počet výrobků, jako jsou korekční strojky Scooter a 2WAY, neonové lepicí tyčinky, zvýrazňovače Bright Liner a designová řada odvíjecích strojků pro lepicí pásky, především pak odvíječ DeskPot. Společnost Kores také představila jednu z největších řad barevných záložek vhodných pro organizaci poznámek a dokumentů. V roce 2009 byla uvedena na celosvětový trh řada barevných pastelek Kolores, čímž společnost Kores rozšířila nabídku školních výrobků. Pastelky Kolores jsou známé pro svou jemnou kresbu, zářivé barvy a snadné ořezávání. Po úspěchu řady pastelek Kolores společnost Kores představila také voskovky, popisovače, obyčejné tužky a ořezávátka.

## Po roce 2010
V roce 2010 Peter a Robert Koreskovi zakoupili zpět práva k obchodním známkám na klíčových trzích v Německu, Francii, Itálii, Velké Británii, Nizozemsku a ve Skandinávii, čímž se optimalizoval distribuční potenciál značky Kores. Ve stejném roce společnost představila kompletní řadu spotřebního materiálu do tiskáren, včetně laserových cartridgí, inkoustových cartridgí a pásek do psacích strojů. V roce 2016 společnost Kores Praha oslavila 20 let od založení výroby ve výrobním závodě ve Strmilově.

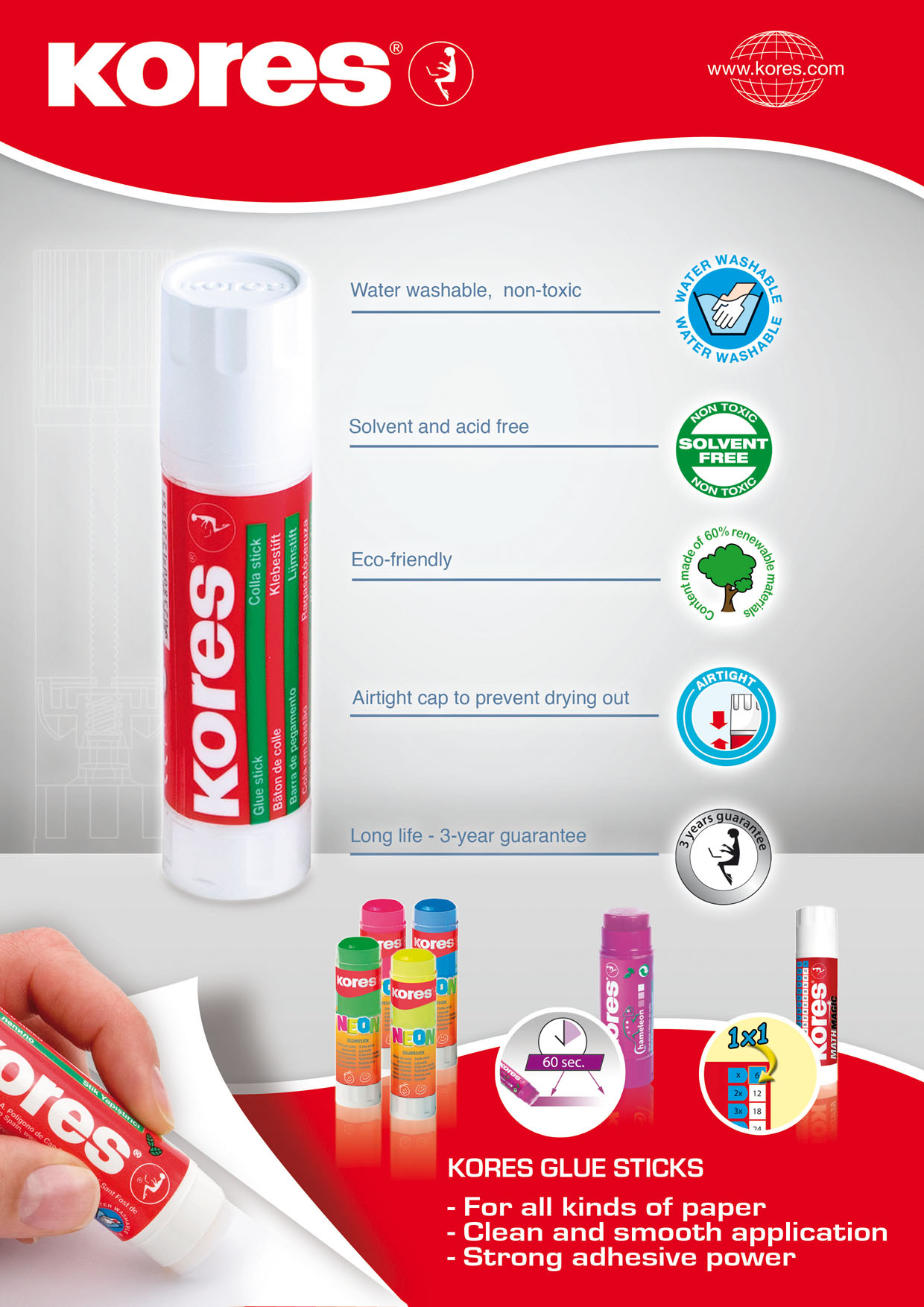
KORES – Lepicí tyčinka

## Distributoři značky Kores
Výrobky se značkou Kores jsou distribuovány následujícími společnostmi: Komus, Rusko; Soft Carrier, Německo; Ecomedia, Švýcarsko; KTC, Nizozemsko; SP Richards, USA; Office Distribution, Itálie; Pacasa, Honduras; Universal, Costa Rica; Fatima, Guatemala; Martinez, Paraguay; Mapa, Uruguay; King Jim, Čína; Random, Ukrajina; Belkanton, Bělorusko; Activa, Česká republika; Corwell, Maďarsko; Bernasos, Egypt; Bouber, Tunisko.

## Galerie

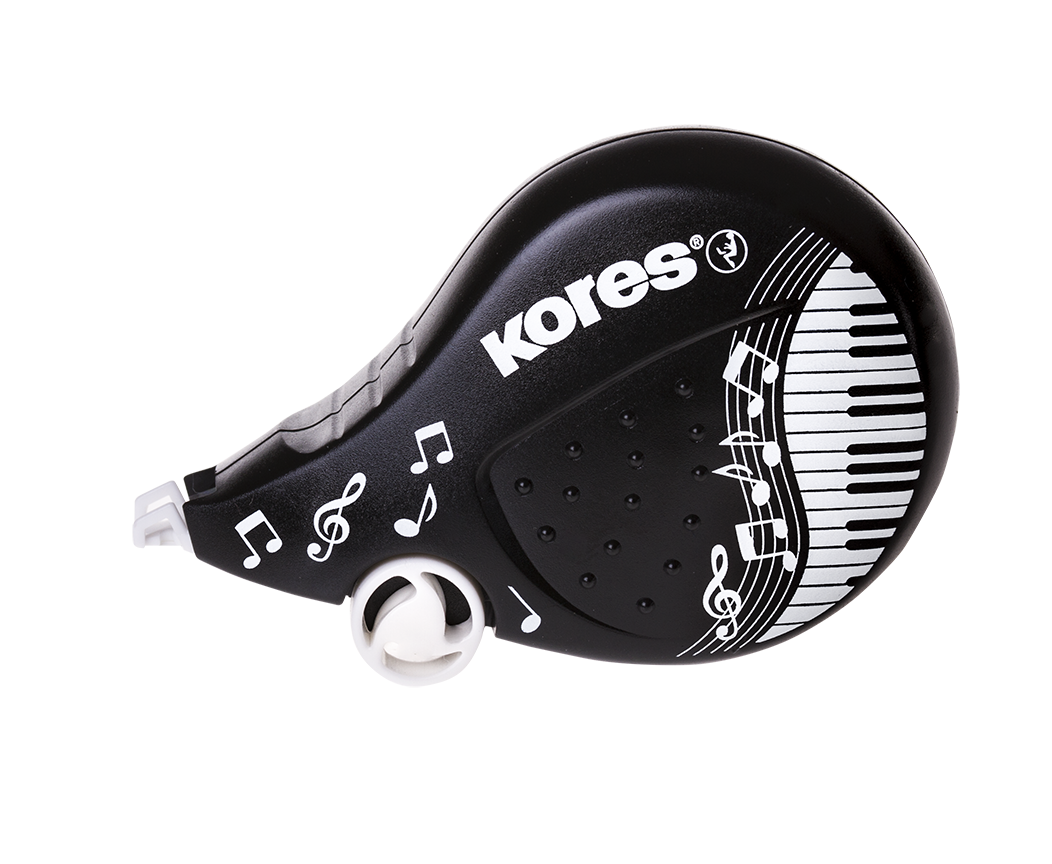
Korekční strojek Scooter
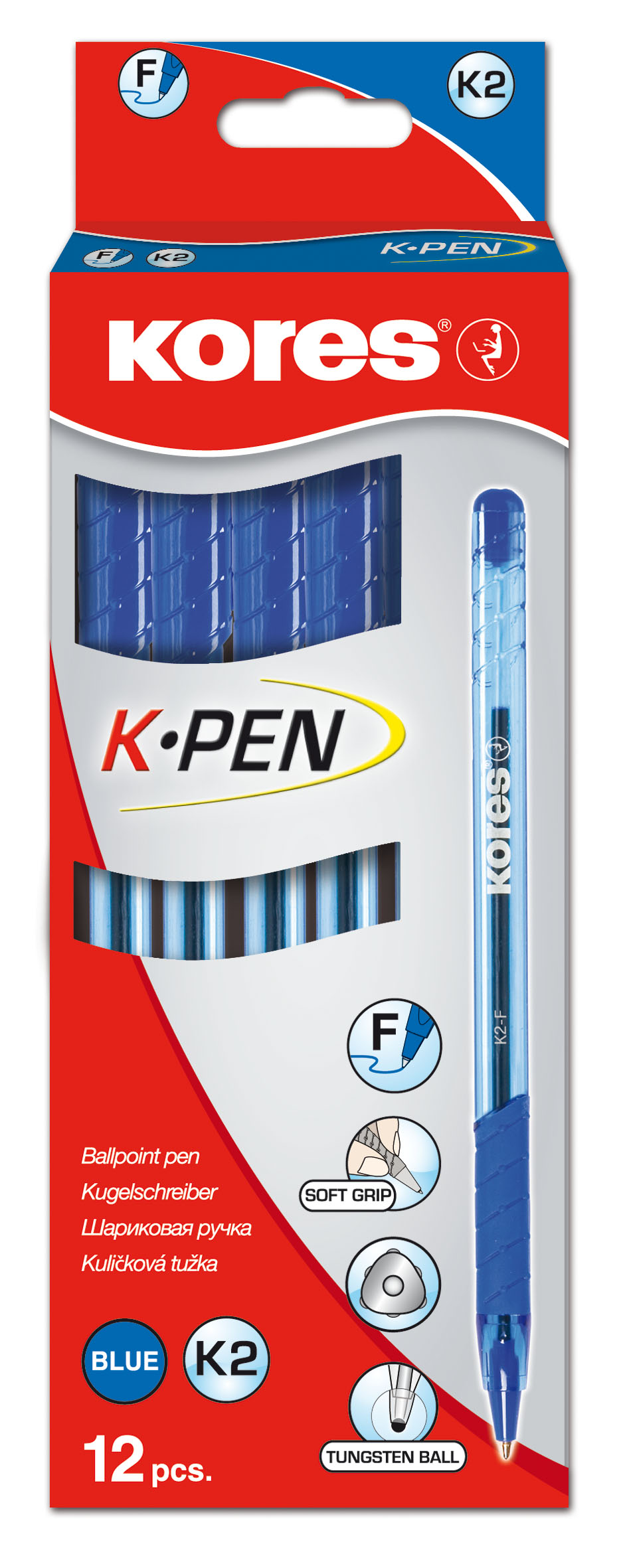
Kores K-Pen